# ピーター・ヒッグス
ピーター・ウェア・ヒッグス（Peter Ware Higgs, 1929年5月29日 - 2024年4月8日）は、イギリスの理論物理学者。エディンバラ大学名誉教授。2013年ノーベル物理学賞受賞。

## 経歴
ニューカッスル地方エルズウィック生まれ。父はイングランド出身の音響技術者でBBCに勤務。母はスコットランド出身。幼少期は小児喘息と第二次世界大戦の影響で小学校へ通えず、母を家庭教師に在宅学習を行った。その後、ブリストルのコヘン・グラマースクールへ進学し、同校の卒業生であるポール・ディラックの業績に影響を受ける。シティー・オブ・ロンドンスクールに1年間在籍した後、キングス・カレッジ・ロンドンへ進学し1950年に理学士（第1等物理学専攻）、1951年に理学修士、1954年にPh.D.を取得した（指導教授はチャールズ・クールソン教授）。
1955年から1956年までエディンバラ大学上席研究フェロー、1956年から1957年までユニヴァーシティ・カレッジ・ロンドン研究フェロー、1957年から1958年までインペリアル・カレッジ・ロンドン研究フェロー、ユニヴァーシティ・カレッジ・ロンドン数学科講師（1959年 - 1960年）、1960年にエディンバラ大学テイト研究所数理物理学講座講師に就任。1970年にエディンバラ大学上席講師、1974年にエディンバラ王立協会会員、1980年にエディンバラ大学理論物理学講座教授に就任。1983年に王立協会会員、1991年に英国物理学会フェローに就任。1996年にエディンバラ大学を定年退職し名誉教授の称号を得る。1998年キングス・カレッジ・ロンドンフェロー、1999年英国物理学会名誉フェロー、2013年王立スコットランド学士院フェローに就任。
2024年4月8日にエディンバラの自宅で死去。94歳没。

## 業績
1964年、素粒子の「質量の起源」を説明する電弱理論における対称性の破れ（南部陽一郎の対称性の自発的破れが原型）の理論を提出した。この仮説を裏付けるヒッグス粒子の発見は素粒子物理学の大きな課題となっており、スイスの大型ハドロン衝突型加速器を用いて陽子同士を衝突させ、ヒッグス粒子を検出する計画が進められてきた。
2012年7月4日、CERNがヒッグス粒子と見られる物質を発見したことを発表した。CERNの発表の会場にはヒッグスも同席し「生きている間にヒッグス粒子が発見されたことは嬉しい」とコメントしている。

## 主な受賞歴
- 1981年 - ヒューズ・メダル
- 1984年 - ラザフォードメダル賞
- 1990年 - スコットランド科学賞
- 1993年 - ジェームズ・スコット賞（エディンバラ王立協会賞）
- 1997年 - ポール・ディラック賞
- 1997年 - 高エネルギー・素粒子物理学賞
- 2004年 - ウルフ賞物理学部門
- 2009年 - オスカル・クラインメダル
- 2010年 - J・J・サクライ賞
- 2012年 - ヒッグスメダル（エディンバラ王立協会賞）
- 2013年 - アストゥリアス皇太子賞学術・技術研究部門
- 2013年 - トムソン・ロイター引用栄誉賞
- 2013年 - ノーベル物理学賞
- 2015年 - コプリ・メダル

## 関連書籍
- フランク・クローズ「宇宙に質量を与えた男 ピーター・ヒッグス（原題:Elusive）」松井信彦訳、早川書房、2023年 ISBN 978-4-15-210274-4